# Língua nung (tai)
Nùng é uma língua Kra-Dai falada no Vietnã, predominantemente nas regiões de Bac Giang, Cao Bang e Lang Son, onde se distribuem os três principais dialetos que compõem a língua, sendo esses Phen, Sai e Nong, respectivamente.
O nome Nùng, age como termo geral para as várias semelhantes falas Kra–Dai dos Nùng e outros dialetos não relacionados, utilizados nas áreas de fronteira entre a China e o Vietnã.
Por conta da confusão causada pelos múltiplos usos do nome, é difícil saber ao certo a quantidade de falantes da língua, mas pode-se dizer que o Nùng também é encontrado em regiões do sul da China e do norte de Laos, embora não seja claro se esses dados englobam a língua Nùng Sino-Tibetana. O censo de 1999 revelou 850 mil falantes. Em 2009, o número cresceu para 970 mil.

## Variedades
É dividida em variedades nomeadas, em sua maioria, em referência a locais na China, sendo elas: Nùng Phạn Slinh, Nùng Cháo, Nùng Inh, Nùng An, Nùng Giang, Nùng Loi, Nùng Tung (Nùng Xuong) e Nùng Qui-rin

## Etimologia
Na China, a palavra ''Nung'' ou ''Nong'' (chinês simplificado: 农; chinês tradicional: 農) é utilizada como sobrenome e significa agricultor ou camponês. A origem da palavra ''Nùng'' como nome do idioma ao qual se refere essa página pode ser atrelada aos trabalhadores chineses que foram para o Vietnã a trabalho no início do século XX e, devido a motivos de diplomacia internacional, foram chamados de Nùng pelas autoridades francesas. Além disso, o nome também era utilizado ocasionalmente pelos chineses de Saigon para se referir a si mesmos.

## História
A história dos Nùng, assim como de muitos outros povos da região não foi muito bem documentada, mas uma série de hipóteses foram traçadas no decorrer dos anos.
Seus ancestrais seriam grupos falantes de Tai que viviam em Yangtze e Si Giang. Por volta de 2300 A.C. os chineses atravessaram o rio Yangtze e foram conquistando territórios e empurrando os povos Tai para o que hoje é o sul da China.
Com o decorrer dos anos, os povos Nùng tentaram múltiplas vezes se tornar um reino independente, conseguindo se separar da China em 939, apesar do Vietnã passar ser considerado suserano nominal da região. Em 1038, o  chefe Nùng Tôn Phúc declarou independência do Vietnã, o que causou uma intervenção do governo, que levou o líder para Giao Chi.
Em 1053, Nùng Tri Cao liderou um exército de tribos Tai de ambos os lados da fronteira, queimando as vilas e assassinando os chineses encontrados enquanto descendia as montanhas em direção à Cantão, onde manteve controle por duas semanas. As forças armadas da China e do Vietnã, porém, se uniram contra ele, que perdeu uma série de apoiadores e fugiu para Yunnan.
Em 1057, outros chefes Nùng tentaram dar continuidade à batalha, mas rapidamente fizeram paz com o Império Chinês e passaram a viver pacificamente na fronteira.

## Fonologia
Palavras fonéticas no Nùng são monossilábicas, como a maioria dos morfemas, mesmo que existam alguns morfemas dissilábicos. Sílabas possuem uma consoante inicial, uma vogal e um tom, tendo, às vezes, uma consoante final.
Existem quinze vogais no Nùng, das quais todas ocorrem em sílabas fechadas mas somente as nove vogais longas ocorrem em sílabas abertas. As vogais altas costumam ser curtas mas há uma quantidade suficiente de vogais altas longas.
|       | Frontal | Central | Posterior |
| ----- | ------- | ------- | --------- |
| Alto  | i: i    | ɨ:, ɨ   | u: u      |
| Médio | e:      | əː      | o:        |
| Baixo | e æ:    | a a:    | ɔ ɔ:      |

Existem vinte e quatro consoantes e semivogais. Dessas, todas menos as semivogais /w y ɨ/ ocorrem como consoantes iniciais. Como consoantes finais, somente /p t k m n ng w y ɨ/ ocorrem. A semivogal /ɨ/, porém, é muito restrita como vogal final, ocorrendo somente após um /a/ curto.
|             | Labial | Alveolar | Palatal | Velar | Glotal |
| ----------- | ------ | -------- | ------- | ----- | ------ |
| Plosiva     | p      | t        | č       | k     |        |
| Plosiva     | pʰ     | tʰ       |         | kʰ    |        |
| Plosiva     | b      | d        |         |       | ʔ      |
| Continuante | f      | s, ɬ     |         |       | h      |
| Continuante | v      | l        |         | ž     |        |
| Continuante | w      |          |         | y, ɨ  |        |
| Nasal       | m      | n        | ñ       | ng    |        |

## Ortografia
Caracteres chineses são encontrados frequentemente em moradias e vilas Nùng, apesar da alfabetização na língua por meio dos mesmos não ser um conceito comum.
Algumas cartilhas foram introduzidas no norte do Vietnã por volta dos anos 60 em dialetos Tày-Nùng utilizando o alfabeto latino, mas não é claro o quão frequentemente era usado. A marcação de tons era feita utilizando diacríticos vietnamitas, mas com a indicação do contraste ventre vogais curtas e longas era indicada pela duplicação da vogal, divergindo da forma de escrita do Vietnã.
A ortografia utilizada nesse artigo é a mesma apresentada na gramática Nùng de Saul e Wilson, desenvolvida no sul do Vietnã no fim dos anos 70. Essa era utilizada antes de 1975 em alguns materiais como cartilhas mas não teve grandes chances de ser disseminada, apesar de ser encontrada em algumas publicações.
| Fonema | Pronuncia                                        | Ortografia |
| ------ | ------------------------------------------------ | ---------- |
| /i:/   | [i:]                                             | i          |
| /i/    | [ǐ]                                              | ih         |
| /e:/   | [e:] em sílabas abertas [eᵊ] em sílabas fechadas | ê          |
| /æ:/   | [æ:]                                             | e          |
| /æ/    | [ɛ̌]                                              | eh         |
| /ɨ:/   | [ɯ:]                                             | u’         |
| /ɨ/    | [ ̌ɯ]                                             | u’h        |
| /ə:/   | [ə:] em sílabas abertas [ə^] em sílabas fechadas | o’         |
| /a:/   | [a:]                                             | a          |
| /a/    | [ɑ̌]                                              | ah         |
| /u:/   | [uᵊ] antes de /n/ [u:] em outras instâncias      | u          |
| /u/    | [ɒ]                                              | uh         |
| /o:/   | [oᵊ] antes de /n/ [o:] exceto antes de /n/       | ô          |
| /ɔ:/   | [ɒ]                                              | o          |
| /ɔ/    | [ɔʷ] antes de /ng/                               | oh         |

| Fonema | Pronuncia | Ortografia                                        |
| ------ | --------- | ------------------------------------------------- |
| /p/    | [p]       | p                                                 |
| /pʰ/   | [pʰ]      | ph                                                |
| /b/    | [ʔb]      | b                                                 |
| /f/    | [f]       | f                                                 |
| /v/    | [v]       | v                                                 |
| /w/    | [u̯]       | o após vogal longa u após vogal curta             |
| /m/    | [m]       | m                                                 |
| /t/    | [t]       | t                                                 |
| /tʰ/   | [tʰ]      | th                                                |
| /d/    | [ʔd]      | đ                                                 |
| /s/    | [s]       | s                                                 |
| /ɬ/    | [ɬ]       | sl                                                |
| /l/    | [l]       | l                                                 |
| /n/    | [n]       | n                                                 |
| /č/    | [tš]      | ch                                                |
| /ž/    | [̌ʐ̌]       | d                                                 |
| /y/    | [i̯]       | y após vogais curtas i após vogais longas         |
| /ñ/    | [ñ]       | nh                                                |
| /ɨ/    | [ɯ]       | u’ muda para h (somente após a)                   |
| /k/    | [k]       | k antes de vogais frontais c em outras instâncias |
| /kʰ/   | [k×]      | kh                                                |
| /ng/   | [ŋ]       | ng                                                |
| /ʔ/    | [ʔ]       | sem marca                                         |
| /h/    | [h]       | h                                                 |

## Gramática

### Pronomes
O Nùng possui três tipos de pronomes: pessoais, relativos e demonstrativos. Os pronomes pessoais são utilizados para se referir ou retomar um substantivo, pode ser quantificado por mạhn: plural. Essa classe se limita em:
|                 |          | Pronome      | Tradução para o português                                           |
| --------------- | -------- | ------------ | ------------------------------------------------------------------- |
| Primeira pessoa | Singular | cáo, ngô hau | eu me (reflexivo)                                                   |
| Primeira pessoa | Plural   | phú hau      | nós (exclusivo) nós (inclusivo)                                     |
| Segunda pessoa  | Singular | mu'hn        | você                                                                |
| Segunda pessoa  | Plural   | slú          | vocês                                                               |
| Terceira pessoa | Singular | mu'hn        | ele(a)/isto                                                         |
| Terceira pessoa | Plural   | mu'hn hàu    | eles(as) (referente específico) eles(as) (referente não específico) |

### Substantivos
Há dois tipos principais de substantivos: simples e compostos, que podem ser contáveis ou incontáveis.
Substantivos contáveis consistem em qualquer substantivo que pode suceder um número ou classificador, enquanto os incontáveis só podem ser quantificados com o uso de classificadores de medida, o classificador geral cáh e mạhn (plural).

#### Substantivos simples
Consistem em um ou dois morfemas (sendo que no caso de dois, nenhum deles pode ser considerado um substantivo independente) e são, em sua maioria, contáveis. Dentre os substantivos estão os verbos/substantivos ambivalentes como ví (pente/pentear), as unidades de tempo como mu (estação) e a grande maioria dos substantivos incontáveis como môi (arroz cozido).

#### Substantivos compostos
São formados por dois morfemas que podem servir como substantivos principais de uma frase nominal, tendo ou não o mesmo significado que possui em junção com o outro substantivo. Alguns substantivos compostos são partes do corpo como lehp mu' (unha-mão, unha dos dedos), termos genéricos para se referir a pessoas como tội pô (gênero masculino), graus de parentesco como lụhc sláo (criança-menina, filha) e frutas como màc cám (laranja), entre muitos outros.

### Adjetivos
Adjetivos são modificadores do substantivo, classificados como modificadores de uma frase nominal.
| Nùng    | Português |
| ------- | --------- |
| lóng    | grande    |
| slày    | pequeno   |
| khong   | pobre     |
| fàt-sai | rico      |
| đáy     | bom       |
| sàu     | ruim      |
| slúhng  | alto      |
| tàhm    | baixo     |

Adjetivos são utilizados em duplas para expressar intensidade. A segunda palavra geralmente não possui significado próprio.
| Nùng       | Português    |
| ---------- | ------------ |
| bóhng-thẹc | muito quente |
| ham-nhàhn  | muito frio   |
| hi-hoht    | muito longo  |
| đáhm-đíhc  | muito escuro |

### Frases verbais
As frases verbais consistem em um verbo principal e os elementos que o modificam diretamente, sendo esses os pré-verbais, pós-verbais, modificadores e em alguns casos, objetos. Existem quatro tipos de frases verbais: ativa, descritiva, copulativa e estendida.

#### Frase verbal ativa
Uma frase verbal ativa segue o seguinte modelo:  Pré-verbal + Verbo principal + Pós-verbal + Modificador
Sendo que, os pré-verbais e pós-verbais são opcionais e os modificadores só são usados com um grupo restrito de verbos.

#### Frase verbal descritiva
Uma frase verbal descritiva consegue exercer o papel de predicado em uma cláusula descritiva. Seguem a seguinte estrutura: Pré-verbal + Verbo descritivo + Modificador
Nesse caso, o verbo principal pode ser um adjetivo simples ou complexo, os pré-verbal e modificador são opcionais.

#### Fase verbal copulativa
Frases verbais copulativas ocupam o lugar do predicado em cláusulas equivalentes e existenciais. Seguem a seguinte estrutura: Pré-verbal + Verbo principal
Novamente, o uso do pré-verbal é opcional.

#### Frase verbal estendida
As frases verbais estendidas indicam intensidade ou repetição. Seguem a seguinte estrutura: Verbo principal + Primeira extensão + Verbo principal + Segunda extensão
Nesse caso, todos os componentes são obrigatórios.

#### Pré-verbais
Foram encontrados quarenta e cinco pré-verbais, que podem ocorrer em treze diferentes posições antes do verbo principal. Normalmente, há por volta de um ou dois pré-verbais por frase, mas esse número pode chegar a até cinco.
| Posição | Pré-verbal          | Tradução para o português                                                    |
| ------- | ------------------- | ---------------------------------------------------------------------------- |
| 1       | dị...dị             | tanto ... como                                                               |
| 1       | chòn                | juntos, permanecendo em um mesmo lugar                                       |
| 1       | say                 | juntos (ação simultânea)                                                     |
| 1       | tại-cá              | juntos (ação simultânea)                                                     |
| 1       | tàhng/tàng          | sozinho(a)                                                                   |
| 1       | tô                  | reciproco/reflexivo                                                          |
| 1       | sệt                 | mais                                                                         |
| 1       | lê                  | utilizado para coordenar ações simultâneas realizadas por pessoas diferentes |
| 2       | ại                  | querer                                                                       |
| 2       | đày                 | poder (permissão)                                                            |
| 2       | dàm                 | ousar, desfiar                                                               |
| 2       | đoi                 | almejar, querer                                                              |
| 2       | fài                 | deve (obrigação)                                                             |
| 2       | slày                | ter que                                                                      |
| 2       | slò'ng              | desejar                                                                      |
| 3       | cháhn               | realmente                                                                    |
| 3       | đohc                | somente (ação limitada)                                                      |
| 3       | sụ'                 | correto                                                                      |
| 3       | tan                 | somente (ação limitada)                                                      |
| 3       | tẹo                 | novamente, voltar                                                            |
| 4       | bô                  | não, negação                                                                 |
| 4       | bô mi               | negativo enfatizado                                                          |
| 4       | da                  | negativo imperativo                                                          |
| 4       | dau                 | negativo que implica sarcasmo                                                |
| 4       | mi                  | não ser                                                                      |
| 4       | sahng               | ainda não                                                                    |
| 5       | bat                 | tempo/quando                                                                 |
| 5       | đáng-sli            | no processo de                                                               |
| 5       | mi                  | ter                                                                          |
| 6       | bô                  | também                                                                       |
| 6       | dụ                  | então (introduz um resultado)                                                |
| 6       | sạhm                | também (ação não simultânea)                                                 |
| 6       | si                  | também (denota sarcasmo, questiona a veracidade de uma afirmação)            |
| 6       | tô                  | também (ação não simultânea)                                                 |
| 7       | nhahng              | ainda                                                                        |
| 8       | cù'                 | continuar                                                                    |
| 8       | đohc                | somente (ação limitada)                                                      |
| 8       | tan/tán             | somente (ação limitada)                                                      |
| 8       | tẹo                 | novamente                                                                    |
| 8       | vũ'hn               | continua                                                                     |
| 9       | ca                  | prestes a                                                                    |
| 10      | chó'ng              | então (demonstra uma ação repetitiva)                                        |
| 11      | hēng/hēhng          | agora, nesse momento                                                         |
| 11      | ngám                | agora mesmo                                                                  |
| 12      | chihng              | então, naquele momento                                                       |
| 12      | cọi                 | vai, irá (condicional/tempo definido)                                        |
| 13      | náhc-thày/ náhc-hày | pouco antes (ação que ocorreu nos últimos trinta minutos)                    |

#### Pós-verbais
Foram encontrados quatro pós-verbais, que podem também agir como pré-verbais, mantendo seu significado ou sofrendo pequenas alterações.
| Pós-verbal | Tradução para o Português   | Significado como Pré-verbal                |
| ---------- | --------------------------- | ------------------------------------------ |
| chòn       | juntos em um local          | permanência em um mesmo local              |
| đay        | capaz, fisicamente possível | capaz, permitido                           |
| tẹo        | novamente                   | novamente                                  |
| tô say     | junto (ato silmultâneo)     | junto, de forma recíproca (ato simultâneo) |

#### Modificadores
Há dois tipos de modificadores possíveis em uma frase verbal: intensificadores e orientadores de direção.

##### Intensificadores
Há três numeradores não específicos que agem como intensificadores: 
| Intensificador | Tradução para o Português | Ocorrência |
| -------------- | ------------------------- | --- |
| lái            | muito                     | age como intensificador de verbos transitivos que procedem o objeto, verbos intransitivos e verbos descritivos. age como comparativo antes do verbo e na frase verbal estendida. |
| tāi            | extremamente              | ocorre somente na frase verbal extendida |
| thèm           | mais                      | age como intensificador de verbos descritivos. |

##### Orientadores de direção
A ação de uma cláusula pode ser orientada em direções específicas utilizando um orientador de direção, que é um subconjunto do verbo de movimento. Os verbos direcionais podem ser divididos em três classes: DV1 (khàu khù'hn), DV2 (páy ma) e DV3 (mo').
| DV1    | Tradução para o Português | DV2     | Tradução para o Português | DV3 | Tradução para o Português |
| ------ | ------------------------- | ------- | ------------------------- | --- | ------------------------- |
| khàu   | em, dentro                | páy/pay | indo                      | mo' | voltar, retornar          |
| ọc     | fora                      | ma      | vindo                     |     |                           |
| khù'hn | para cima                 |         |                           |     |                           |
| lohng  | para baixo, em            |         |                           |     |                           |
| cà     | através de                |         |                           |     |                           |

### Verbos
No Nùng, assim como em muitas outras línguas da região, não há conjugação de verbos. Para caracterizá-los, se utilizam os elementos previamente mencionados: pré-verbais, pós-verbais e modificadores. O contexto e palavras relacionadas como substantivos e pronomes, também contribui fortemente para a compreensão da frase.

## Sentenças
Há vários grupos para classificar os tipos de frase no Nùng, sendo esses:
1. Sentenças com uma oração: simples
2. Sentenças com fusão de orações: recipiente, citação
3. Sentenças com um sujeito: múltiplas ações, instrumento
4. Sentenças com justaposição de orações: completiva subsequente, simultânea, propósito, recapitulação
5. Sentenças com conjunção opcional: alternativa, referente relativa, antitética
6. Sentenças com conjunção obrigatória: causa e consequência, condicional e permissão relutante[30]

Sentenças possuem orações que podem ser independentes, reduzidas ou subordinadas, além de partículas sentenciais e conjunturas como prosódias demarcativas e transformadores interrogativos e imperativos.

### Tipos de sentença

#### Sentença simples
Uma sentença com uma só oração independente, que serve como base ou para a mesma.
|                   | Sentença simples com oração transitiva como base | Sentença simples com oração intransitiva como base |
| ----------------- | ------------------------------------------------ | -------------------------------------------------- |
| Sentença em Nùng  | hạhm này cáu ca hèht pau                         | tú slú' non thù'hng slái                           |
| Tradução literal  | noite essa eu prestes a fazer jantar             | cl. tigre dorme até meio-dia                       |
| Tradução adaptada | Essa noite eu farei o jantar                     | O tigre dormiu até meio-dia                        |

#### Sentença com múltiplas ações
Em uma sentença com múltiplas ações, um mesmo agente executa mais de uma ação. 
Se referindo à estrutura, esse tipo de sentença possui uma base e no mínimo uma expansão, unidas por uma junção de barra única. Ambas as orações geralmente apresentam um prevérbio da classe tô (também), sendo esses: chìhng (então), tẹo (novamente) ou dị...dị (tanto ... como). A expansão não possui sujeito, porque é o mesmo da base.
|                   | Base                                   | Expansão      | Expansão            |
| ----------------- | -------------------------------------- | ------------- | ------------------- |
| Sentença em Nùng  | nohc hah nohc tô mi bọc                | \| tô phọ'c   | \| tô đay           |
| Tradução literal  | pássaro qual pássaro também tem flores | também branco | também bom          |
| Tradução adaptada | Todo pássaro tem decorações            | e é branco    | e é bom de se olhar |

## Vocabulário

### Números Cardinais
Abaixo há uma tabela com os números cardinais em nung.
| Numeral | Numeral por extenso                             |
| ------- | ----------------------------------------------- |
| 1       | nó'hng (somente em isolamento)                  |
| 1       | nú'hng (após um tom crescente)                  |
| 1       | tọc (depois de um substantivo ou classificador) |
| 1       | éht (antes de um substantivo)                   |
| 1       | nu'hng (nos outros casos)                       |
| 2       | slóng                                           |
| 2       | nhị (forma para combinação)                     |
| 3       | slám                                            |
| 4       | slì                                             |
| 5       | hà                                              |
| 6       | hòhc                                            |
| 7       | chéht                                           |
| 8       | pèt                                             |
| 9       | càu                                             |
| 10      | slíhp                                           |
| 11      | slíhp éht                                       |
| 12      | slíhp nhị                                       |
| 20      | nhị slíhp                                       |
| 30      | slám slíhp                                      |
| 40      | slì slíhp                                       |
| 50      | hà slíhp                                        |
| 100     | pàc                                             |
| 1000    | sèn                                             |